# فرخنده چندرنگ
فرخنده چندرنگ (نام علمی: Chlorochrysa nitidissima) گونه‌ای از پرندگان از تیرهٔ فرخندگان (Thraupidae) و بومی در کوه‌های کلمبیا است که از سال ۲۰۱۰ توسط IUCN به عنوان آسیب‌پذیر (VU) طبقه‌بندی‌شده است.